# Bugs Bunny et Lola Bunny : Opération Carottes
Bugs Bunny et Lola Bunny : Opération Carottes (Looney Tunes: Carrot Crazy) est un jeu vidéo de plate-formes développé par VD-dev, édité par Infogrames et sorti en 1998-1999 sur Game Boy Color.

## Trame
Bugs Bunny et Lola Bunny ont trouvé leur champ de carottes vide. Daffy Duck, Elmer Fudd et Sam le pirate auraient volé toutes leurs carottes. Les deux lapins vont devoir retrouver leurs légumes.

## Accueil
- Jeuxvideo.com : 17/20[2]